# Старынкевич, Соломон Александрович
Соломон Александрович Старынкевич (1802—1869) — сенатор, тайный советник.

## Биография
Происходил из потомственных дворян Могилевской губернии Старынкевичей. Родился 12 (24) октября 1802 года в семье настоятеля Шкловской успенской церкви и преподавателя Шкловского училища Александра Старынкевича. Его старшие братья: Николай и Иван.
Служебная деятельность его началась 4 января 1821 года, в Царстве Польском. В 1828 году он был определён в канцелярию графа Новосильцева и назначен при нём секретарём. Во время польского восстания, 17 ноября 1830 года он был захвачен в плен, где вынес довольно тяжелые испытания. За эту «верность во время мятежа», как сказано в его формуляре, позже, в 1855 году, по Высочайшему указу, ему был назначен, «доколе будет на службе, тот оклад жалованья», который он получал в 1830 году.
В 1839 году С. А. Старынкевич состоял редактором в комитете для составления свода административных законов Царства Польского и затем был назначен правителем канцелярий и членом общего присутствия правительственной комиссии внутренних и духовных дел и народного просвещения. Был произведён в действительные статские советники 30 октября 1850 года.
В 1855 году переехал в Санкт-Петербург, где занял должность старшего чиновника в канцелярии статс-секретариата Царства Польского. Назначенный вскоре директором канцелярии этого учреждения, он стал одним из ближайших сотрудников министров статс-секретарей по преобразованиям в Царстве Польском и за отсутствием министра неоднократно исполнял его обязанности.
К концу жизни ослеп на один глаз. В апреле 1867 года он был назначен в сенат: присутствовать в департаменте герольдии постоянно, а в первом департаменте — по делам, касающимся Царства Польского. Кроме того он исполнял должность статс-секретаря, управляющего собственной канцелярией Его Величества по делам Царства Польского. Имел в Царстве Польском майоратное имение.
Умер 7 (19) января 1869 года. Похоронен на Смоленском православном кладбище. Там же была похоронена его жена, Мария Степановна Старынкевич (1807—1890) и, вероятно, их сын Николай (1840—1857). Имел также сына — действительного статского советникаАлександра (1845—08.03.1898) и дочь Софью (1835—20.02.1916).

## Награды
- орден Св. Владимира 4-й ст.
- орден Св. Анны 2-й ст. с императорской короной
- орден Св. Владимира 3-й ст.
- орден Св. Станислава 1-й ст.
- знак отличия беспорочной службы XXXV лет